# Нуиуи, Лассад
Лассад Хасен Нуиуи (араб. لسعد النويوي‎; родился 8 марта 1986, Марсель, Франция) — тунисский футболист, нападающий.

## Карьера

### Клубная
Начал Лассад свою карьеру в «Аяччо», но так и не сыграл ни одного матча за корсиканцев. Потом он ушёл в «Шатору», однако также ни разу не вышел в основе. Все изменилось тогда, когда тунисец перешёл в «Депортиво», где он отыграл год за молодёжку «турок», а потом был стабильным игроком основы на протяжении трёх сезонов. За это время Нуиуи успел провести 99 матчей и забить 24 мяча.
1 сентября 2012 подписал трёхлетний контракт с «Селтиком». В стан «кельтов» Лассад перешёл на правах свободного агента.

### В сборной
Несмотря на то, что Лассад родился во Франции, он решил выступать за сборную Туниса. В марте 2009 года он был впервые вызван в её расположение для участия в отборочном матче чемпионата мира 2010 против сборной Кении, но на поле так и не вышел.
Свою дебютную игру нападающий провёл спустя три месяца, отыграв 15 минут во встрече с Мозамбиком.

## Достижения
- Чемпион Шотландии: 2012/13
- Обладатель Кубка Шотландии: 2012/13